# 2-Chlornaphthalin
2-Chlornaphthalin ist ein chloriertes Derivat des Naphthalins und zählt zu den Chloraromaten.

## Gewinnung und Darstellung
2-Chlornaphthalin wird direkt durch Chlorierung von Naphthalin gewonnen, wobei neben den beiden monochlorierten isomeren Verbindungen 1-Chlornaphthalin und 2-Chlornaphthalin auch höher substituierte Derivate wie Dichlor- und Trichlornaphthaline entstehen.

## Eigenschaften
2-Chlornaphthalin ist ein brennbarer weißer geruchloser Feststoff, der praktisch unlöslich in Wasser ist.

## Verwendung
2-Chlornaphthalin kann zur Herstellung von Fullerenen verwendet werden.